# Gorgany Race

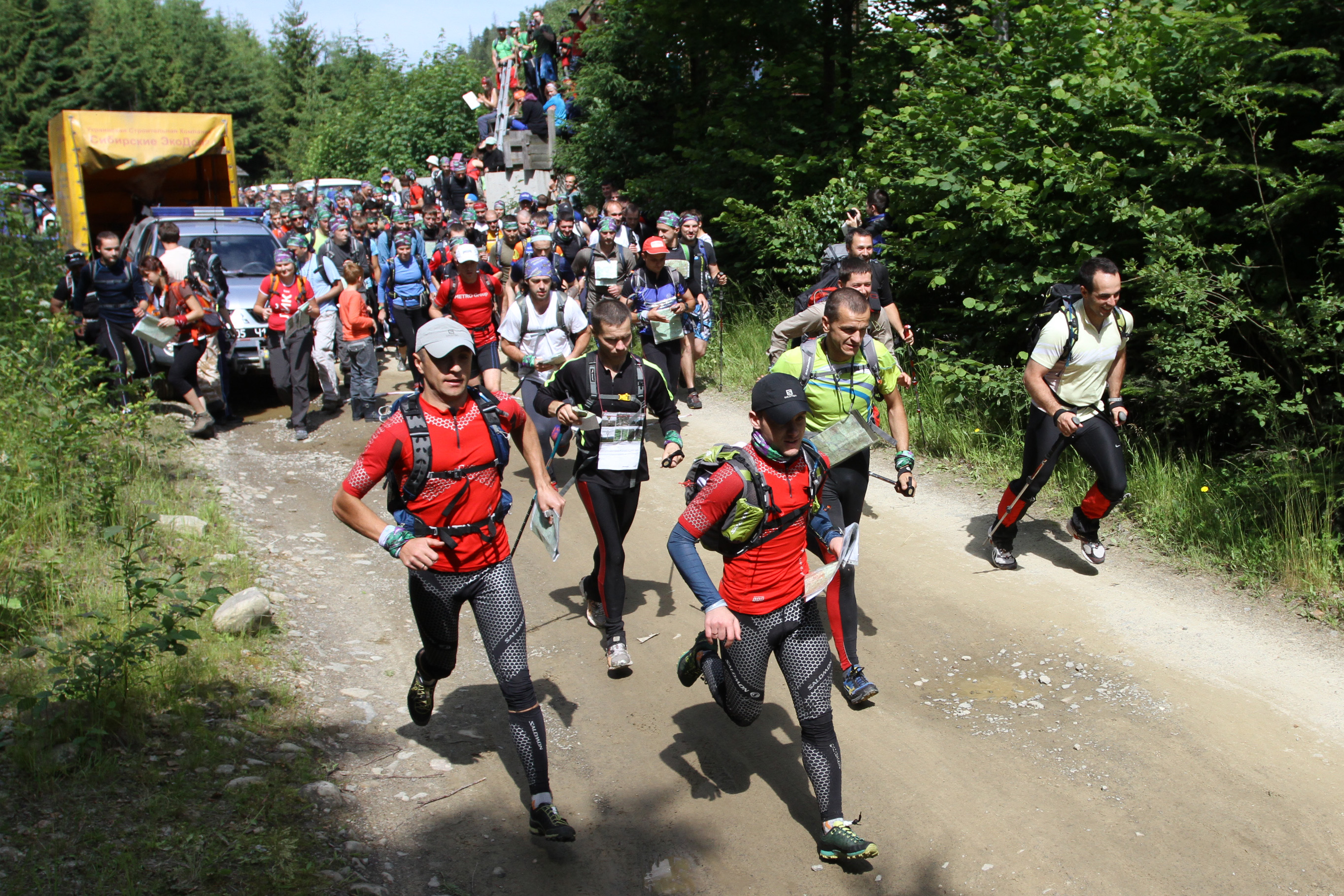
Офіційний старт перегонів Gorgany Race 2015

Gorgany Race (укр. Горгани Рейс) — одна з найскладніших пригодницьких гонок в Україні, що проходить в кінці червня у Горганах — регіоні Українських Карпат зі складним важкопрохідним рельєфом і буйною рослинністю. Є громадською ініціативою компанії Gorgany та турклубу «Горгани». Розташування місця старту та фінішу перегонів оголошується перед початком змагань і змінюється кожного року.

## Історія
Перші перегони відбулись в 2007 році у яких взяло участь 14 команд, переважно із західного регіону України. За 8 років після першого старту Gorgany Race, у 2014 році, кількість команд зросла до 174 з усіх куточків України і з-за кордону.
2016 році Всеукраїнські найбільші пригодницькі перегони Gorgany Race зібрали більше півтисячі учасників з усієї України. 26-27 червня 226 команд змагались за звання найсильніших та найсміливіших, долаючи непросту дистанцію у Горганах  – ажкодоступному та одному з найвіддаленіших гірських масивів в українських Карпатах.

## Мета
Gorgany Race, як некомерційні командні змагання з туризму, проводяться з метою:
- популяризації здорового способу життя;
- надання спортсменам, мадрівникам та шанувальникам гірського та велотуризму можливості вдосконалити спортивну майстерність;
- екологічної просвіти через залучення до видів активного відпочинку, що не завдають шкоди довкіллю;
- популяризація гірського району Горгани в Україні і за кордоном.

## Класи змагання і час проходження дистанції

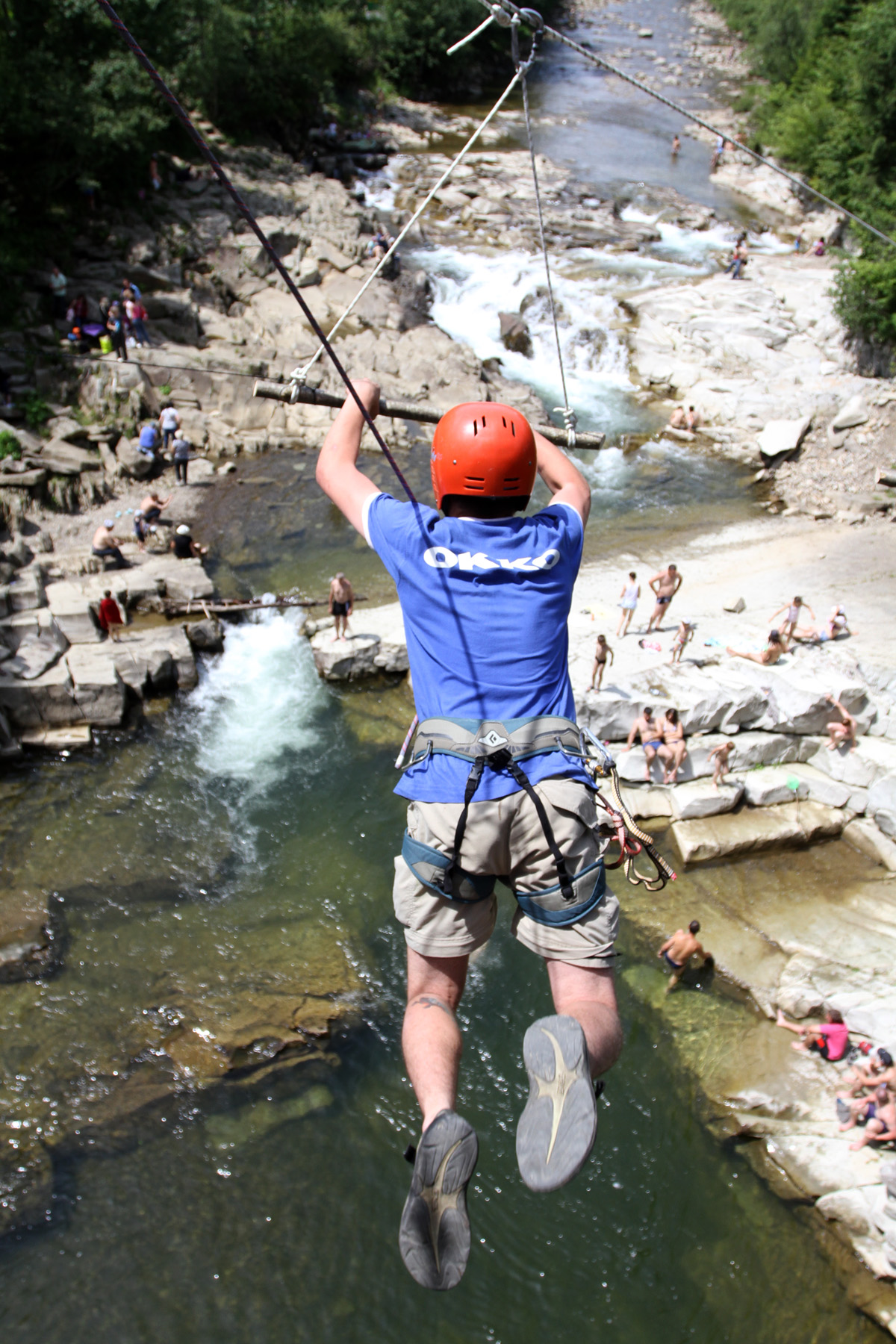
Учасник перегонів Gorgany Race проходить технічний етап

- «СПРИНТ» — пішохідна дистанція, орієнтування
- «ТРЕК» — пішохідна дистанція, орієнтування, техніка гірського туризму
- «ВЕЛО» — велосипедна, пішохідна дистанція, орієнтування, техніка гірського туризму

Командам за контрольний час пропонується подолати маршрут, проходячи на контрольні пункти (КП):
- Для класу «СПРИНТ» за 24 години близько 60 км
- для класу «ТРЕК» за 30 годин близько 90 км
- для класу «ВЕЛО» за 30 годин близько 130 км (велосипедом) + 30 км (пішки)

## Вимоги до команд
Участь у перегонах беруть команди чисельністю від 2 до 4 осіб. Кожному члену команди на момент початку перегонів має виповнитися 18 років. Особам до 18 років дозволяється брати участь лише у команді разом з одним з батьків.
Кожен учасник перегонів несе персональну відповідальність за стан власного здоров'я, відповідність своїх дій ситуації на перегонах, наслідки порушення правил техніки безпеки, а також за якість особистого та командного туристичного і рятувального спорядження.